# پیه‌تا (میکل‌آنژ)
پیه‌تا (ایتالیایی: Pietà) یا به تعبیر دیگر ترحم، اثری از هنرمند و مجسمه‌ساز برجسته رنسانس، میکل‌آنژ بوناروتی است. این اثر هنری در کلیسای سن پیترو واتیکان قرار دارد. تندیس ترحم، یکی از اولین آثار بر پایه همین موضوع از هنرمند می‌باشد. مجسمه برای کاردینال جین دی بیلهارس که نماینده روم بود ساخته شد. میکل‌آنژ برای ساخت این مجسمه از سنگ مرمر کارارا استفاده کرد و چنین به نظر می‌آید که به عنوان یادبودی برای مراسم خاکسپاری کاردینال ساخته شده باشد اما در اصل این مجسمه سفارش خودِ شخص کاردینال جین دی بیلهارس بود که قبل از اتمام مجسمه به دلیل کهولت سن چشم از جهان بست و میکل آنژ طبق قرار داد تا پایان کار مستمری خود را دریافت می‌کرد و پس از تکمیل شدن کار مجسمه به مکان فعلی خودش منتقل شد که اولین کلیسای کوچک در سمت راست بازیلیکا می‌باشد که در آن زمان بنایی بسیار فرسوده بود. میکل آنژ با مجسمه‌ی عالی خود در مخروبه ای غم زده خداحافظی کرد. جالب‌ترین نکته دربارهٔ این اثر این است که مجسمه پیه‌تا، تنها اثر موجود از میکل‌آنژ است که مزین به امضای خود استاد است.
این شاهکار معروف نمایانگر بدن عیسی در دامان مادرش پس از مصلوب شدن می‌باشد. موضوع اقتباسی هنرمند از موضوعات محبوب در آن زمان محسوب می‌گردید. تفسیر اختصاصی میکل‌آنژ برای نمایش هنر ترحم یک امر بی‌سابقه در مجسمه‌سازی ایتالیایی محسوب می‌گردید که یک توازن آرمانی از رنسانس و زیبایی کلاسیک آمیخته به ناتورالیسم از بارزه‌های شاخص این اثر می‌باشد. 
میکل آنژ در نظر داشت علی‌رغم مجسمه‌های موجود از عیسی که درد و رنج و ترس را الغاء می‌کردند، اثری خلق کند که سوگ مریم عزراء را با زيبایی تمام بیان‌کند، به همین علت و همچنین برای نشان دادن پاکی مریم، مریم  را جوان و زیبا تراشید.

## صدمات وارده بر مجسمه
در سال‌های گذشته مجسمه پیه‌تا میکل‌آنژ دچار صدمات چندی گردید. ۴ انگشت مریم از دست چپ وی در طول حرکت و جابجایی شکسته شد که در سال ۱۷۳۶ توسط جوزپه لیریونی بازسازی شد. با این احوال جدی‌ترین آسیب به این اثر هنری در ۲۱ ماه مه سال ۱۹۷۲ (روز یکشنبه مصادف با عید پنجاهه) به‌دست یک بازدید کننده مجارستانیِ زاده استرالیا اتفاق افتاد، شخص موسوم که لازلو توث نام داشت در حالی که فریاد می‌کشید؛ «من عیسی مسیح هستم و از مرگ بازگشتم!» با یک چکش زمین‌شناسی به سرعت به مجسمه حمله‌ور شد و تا قبل از دستگیری ۱۵ مرتبه با چکش به مجسمه ضربه وارد کرد که نتیجه چنین عملی، شکستن دست و بینی، پِلک و قسمت‌هایی از لباس مریم بود. ضرباتی که وی وارد می‌کرد باعث شد تا تکه‌های مرمر در فضا پراکنده شود و تعدادی از حاضران این قطعات را که در هوا می‌چرخیدند ربودند. فراخوانی که بعدها صادر گردید باعث شد تا تعدادی از قطعات بازگردانده شود اما چند قطعه از جمله بینی او هیچگاه پیدا نشد و بعدها برای بازسازی مجدد مجبور شدند که یک بلوک کوچک از پشت مجسمه را برای جایگزینی با بینی بردارند. 
باب کاسیلی، مجسمه‌ساز و هنرمند آمریکایی از میزوری، نخستین فردی بود که توانست خودش را به ضارب برساند و او را از مجسمه دور نماید. او می گوید؛ من بر روی پسری که ریش داشت پریدم و او را گرفتم و هر دوی ما غرق در جیغ‌و‌فریاد ایتالیایی‌های اطرافمان بودیم و این تنها یک بخشی از صحنهٔ حادثه بود. پس از این حمله، مجسمه با زحمت بسیار بازسازی شد و به محل بازیلیکای سنت پیتر و در قسمت ورودی بین درب مقدس و مِحراب سن‌سباستیان قرار داده شد. برای حفاظت و جلوگیری از تکرار وقایع مشابه، امروزه این مجسمه توسط یک شیشه مقاوم پلی (متیل متاکریلات) ضد گلوله محافظت می‌گردد.

## نگارخانه

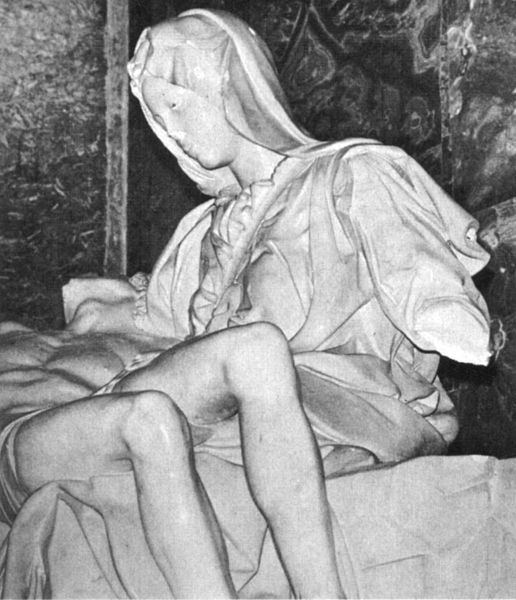
تصویر قدیمی مربوط به زمان تخریب مجسمه
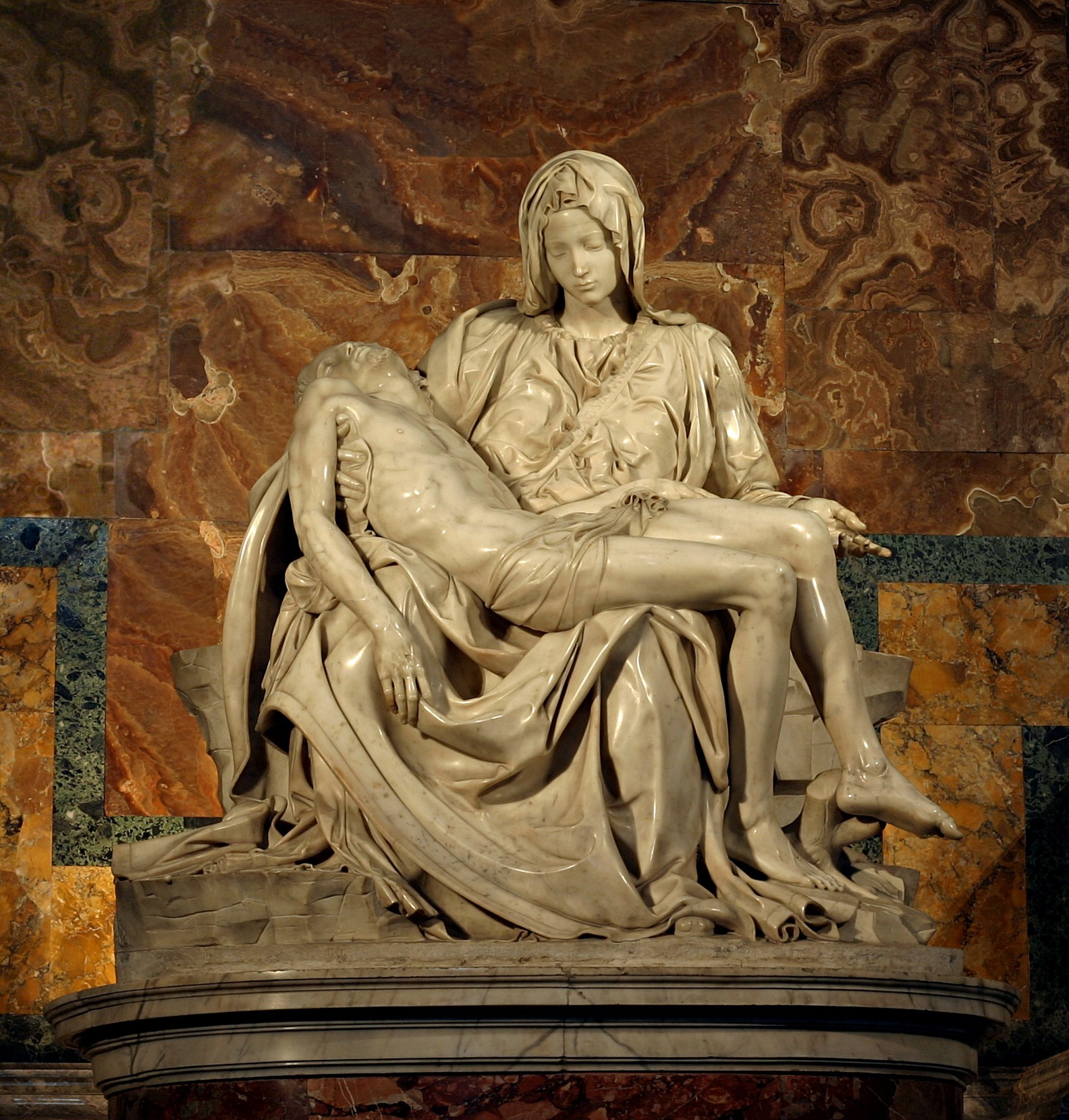
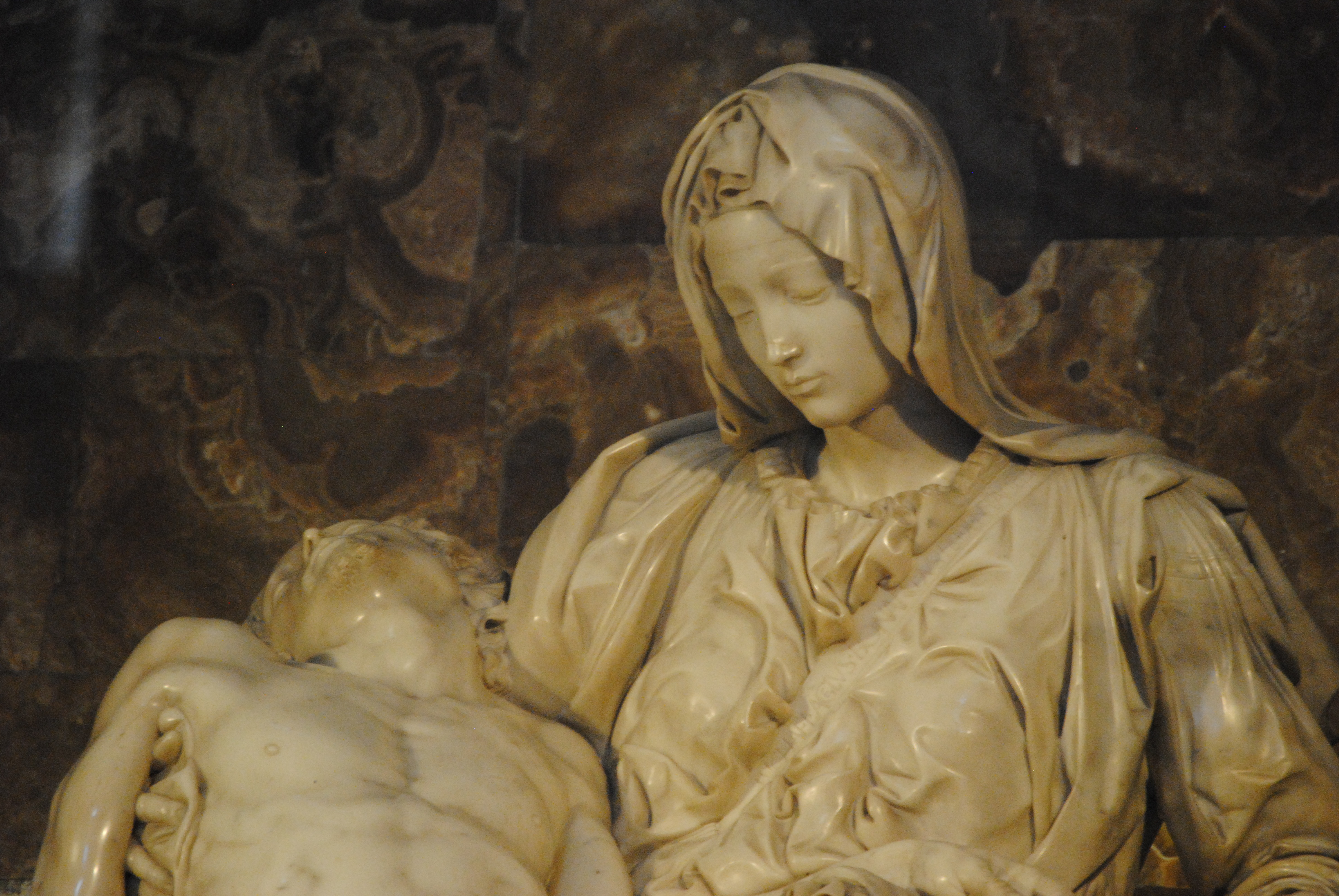